# Сарибельський сільський округ (Самарський район)
Сарибе́льський сільський округ (каз. Сарыбел ауылдық округі, рос. Сарыбельский сельский округ) — адміністративна одиниця у складі Самарського району Східноказахстанської області Казахстану. Адміністративний центр — село Сарибел.
Населення — 533 особи (2021; 1087 у 2009, 1538 у 1999, 1901 у 1989).
Станом на 1989 рік існувала Краснопартизанська сільська рада (села Новообухово, Новостройка, Новотимофієвка, Підгорне) колишнього Самарського району Семипалатинської області з центром у селі Новотимофієвка. До 1998 року округ називався Краснопартизанським, до 2011 року — Новотимофієвським. Після 1999 року села Каракол та Підгорне були передані до складу Палатцинського сільського округу.

## Склад
До складу округу входять такі населені пункти:
| Населений пункт   | Старі назви                     | Населення, осіб (1989) | Населення, осіб (1999) | Населення, осіб (2009) | Населення, осіб (2021) |
| ----------------- | ------------------------------- | ---------------------- | ---------------------- | ---------------------- | ---------------------- |
| Новостройка, село | -                               | 384                    | 370                    | 190                    | 62                     |
| Сарибел, село     | Ново-Тимофієвка, Новотимофієвка | 1517                   | 1168                   | 897                    | 471                    |